# Eroine Toledo
Con l'espressione eroine Toledo (in spagnolo, Heroínas Toledo) si fa riferimento a tre donne peruviane, una madre e le sue due figlie, vissute nel XIX secolo e native della città di Concepción, nei pressi di Huancayo, che si distinsero durante la guerra d'indipendenza peruviana.
Il nome della madre era Cleofé Ramos e le sue figlie erano María e Higinia Toledo, anche se altre versioni riportano i nomi Teresa e Rosa per le due sorelle.
Nel contesto della guerra scatenata dagli spagnoli contro i montoneros, ovvero i guerriglieri patrioti degli altipiani centrali del Perù, le sorelle Toledo guidarono un gruppo di abitanti di Concepción per bloccare il passaggio delle forze monarchiche del generale Jerónimo Valdés, e a tal fine abbatterono il ponte sul fiume Mantaro, che permetteva l'ingresso nella loro città. In questo modo, ritardarono l'avanzata di Valdés e resero possibile alle forze patriote del generale Juan Antonio Álvarez de Arenales di mettersi in salvo nel marzo o aprile del 1821. Per tale impresa, il protettore José de San Martín le premiò con la Medalla de Vencedoras (la "Medaglia dei vincitori").

## Storia

### Antecedenti
L'arrivo in Perù della spedizione di liberazione guidata dal generale José de San Martín e la prima campagna trionfale di Arenales negli altipiani del Perù del 1820 provocarono entusiasmo nella popolazione indigena. L'accerchiamento dei montoneros intorno a Lima aumentò mentre gli abitanti degli altipiani centrali presero le armi a favore della causa indipendentista. Il viceré José de la Serna ordinò allora al generale Juan Antonio Monet di rompere l'assedio dei montoneros, ma Monet non riuscì a piegare la resistenza dei patrioti peruviani.
La misura successiva presa dal viceré fu quella di armare una forte divisione, sotto il comando del generale Mariano Ricafort, per sconfiggere i patrioti della catena montuosa centrale e, allo stesso tempo, per aiutare il generale José Carratalá, il quale era circondato a Izcuchaca dai montoneros. Entrambi i militari spagnoli, dopo enormi sforzi, riuscirono a unire le loro forze, ma dovettero ritirarsi, inseguiti dai guerriglieri patrioti. Per aiutare le sue truppe, il viceré decise di inviare il generale Jeronimo Valdes con un gran numero di soldati. Valdes partì nel marzo 1821 dalla caserma di Aznapuquio, vicino a Lima, diretto agli altipiani centrali.
La marcia di Valdés fu ostacolata dai montoneros, ma riuscì ugualmente a raggiungere Ricafort, con il quale intraprese una campagna sul lato occidentale del fiume Mantaro, mentre sul lato orientale si muovevano i patrioti locali, i quali avevano tagliato tutti i ponti, tranne quello della città di Concepción. Le truppe monarchiche decisero di prendere possesso di quel ponte e di portarsi sull'altra riva attraversandolo. 

### L'episodio
(Cleofé Ramos)
L'atto eroico delle eroine Toledo ebbe luogo il 3 marzo o il 10 aprile 1821. Dopo un fuoco incrociato da una sponda all'altra e prima dell'avanzata di un reggimento di ussari di Valdés, che iniziò la traversata, le tre donne, guidando i difensori di Concepción, riuscirono a tagliare gli ormeggi del ponte sospeso. Un'operazione audace, come definita dallo stesso generale Arenales nelle sue memorie, che è stata eseguita in mezzo al fuoco nemico, e «fu conclusa in modo così tempestivo che coloro che cercarono di passare dalla parte opposta caddero vittime della loro imprudenza e caddero in acqua», stando alle parole di Arenales.
I patrioti poterono così guadagnare tempo per ritirarsi ed evitare un accerchiamento, e Valdes dovette cercare un altro passaggio per attraversare il fiume Mantaro. Quando le truppe del viceré entrarono a Concepción, la trovarono quasi disabitata e Valdés ordinò di bruciarla. I suoi difensori si ritirarono nella giungla: le tre eroine sopravvissero nei villaggi interni fino a quando loro e il resto degli abitanti poterono far ritorno a Concepción, che fu presto ricostruita.

### Conseguenze
Quanto a Valdes, continuò la sua avanzata verso Jauja, ma ad Ataura incontrò diverse migliaia di montoneros che gli bloccarono la strada. Ebbe luogo un confronto sanguinoso, e anche se i patrioti furono sconfitti, le truppe monarchiche subirono diverse perdite. Valdés si incontrò con Ricafort a Jauja, ed entrambi decisero di tornare a Lima, poiché continuo oggetto degli attacchi delle truppe indigene.

## Riconoscimenti
La città di Concepción ha ricevuto il titolo di "Città eroica" grazie alle gesta delle donne Toledo.
In omaggio a queste eroine peruviane, inoltre, una scuola nazionale femminile a Callao porta il loro nome.
Le eroine Toledo fanno parte della serie numismatica "Donne nel processo di indipendenza del Perù", messa in circolazione dal BCR nel dicembre 2020.